# O Gud, all sannings källa
O Gud, all sannings källa är en bönepsalm av Per Olof Nyström 1814 med stark anknytning till Psaltarens 50:e psalm, vers 15 ("Åkalla mig i nöden, så vill jag hjälpa dig, och du skall prisa mig"). Inför publiceringen i 1819 års psalmbok bearbetades texten av Johan Olof Wallin.
Melodin (D-moll, 6/4) är tysk, känd från 1546. Även en folkmelodi i dur, från Dalarna, används ofta till solosång.

## Publicerad i
- 1819 års psalmbok som nr 260 under rubriken "Kristligt sinne och förhållande - I allmänhet: Förhållandet till Gud: Umgänge med Gud i bönen".
- Sionstoner 1889 som nr 510.
- Svenska Missionsförbundets sångbok 1920 som nr 363 under rubriken "Bönesånger".
- Svenska Frälsningsarméns sångbok 1922 som nr 11 under rubriken "Inledningssånger och psalmer ".
- Frälsningsarméns sångbok 1929 som nr 587 under rubriken "Begynnelse och avslutningssånger".
- Svensk söndagsskolsångbok 1929 som nr 144 under rubriken "Böne- och lovsånger".
- Segertoner 1930 som nr 376.
- Sionstoner 1935 som nr 7 under rubriken "Inledning och bön".
- 1937 års psalmbok som nr 336 under rubriken "Bönen".
- Frälsningsarméns sångbok 1946 som nr 587 under rubriken "Begynnelse- och slutsånger".
- Segertoner 1960 som nr 376.
- Frälsningsarméns sångbok 1968 som nr 722 under rubriken "Begynnelse Och Avslutning".
- Den svenska psalmboken 1986 som nr 209 under rubriken "Bönen".
- Lova Herren 1988 som nr 547 under rubriken "Guds barn i bön och efterföljelse".
- Sångboken 1998 som nr 93.